# Ахмаджанов, Умид Махаматжанович
Умид Махамаджанович Ахмаджанов (узб. Umid Mahmajon o'g'li Ahmadjonov; 16 мая 1977 , Ташкент, Узбекская ССР, СССР) — узбекистанский государственный и общественный деятель, спортивный функционер.

## Биография
Окончил Узбекский государственный институт физической культуры в Ташкенте. Депутат Ташкентского городского совета.
В 2002 году был назначен генеральным секретарем спортивной федерации инвалидов Узбекистана. В 2007—2017 годах являлся вице-президентом и параллельно генеральным секретарём Национальной паралимпийской ассоциации Узбекистана, вице-президентом федерации дзюдо Узбекистана, вице-президентом НОК Узбекистана, а также вице-президентом футбольного клуба «Пахтакор».
С 12 сентября 2017 года по 10 января 2018 года являлся президентом Федерации футбола Узбекистана, которая через несколько дней была преобразована в Ассоциацию футбола Узбекистана. C января 2018 года по 14 июня 2019 года являлся первым вице-президентом Ассоциации футбола Узбекистана. С 10 января 2018 года по 15 мая 2019 года являлся президентом НОК Узбекистана. С 28 января 2018 года по 24 апреля 2019 года являлся президентом ФАЦА.
С 3 марта 2019 года является вице-президентом Олимпийского совета Азии.